# فرودگاه کانگوو تاون
فرودگاه کانگوو تاون (به انگلیسی: Congo Town Airport) (به زبان بومی: South Andros Airport) یک فرودگاه همگانی با کد یاتا COX است که یک باند فرود آسفالت دارد و طول باند آن ۱۶۲۳ متر است. این فرودگاه در کشور باهاما قرار دارد .